# ブラッドハウンドSSC

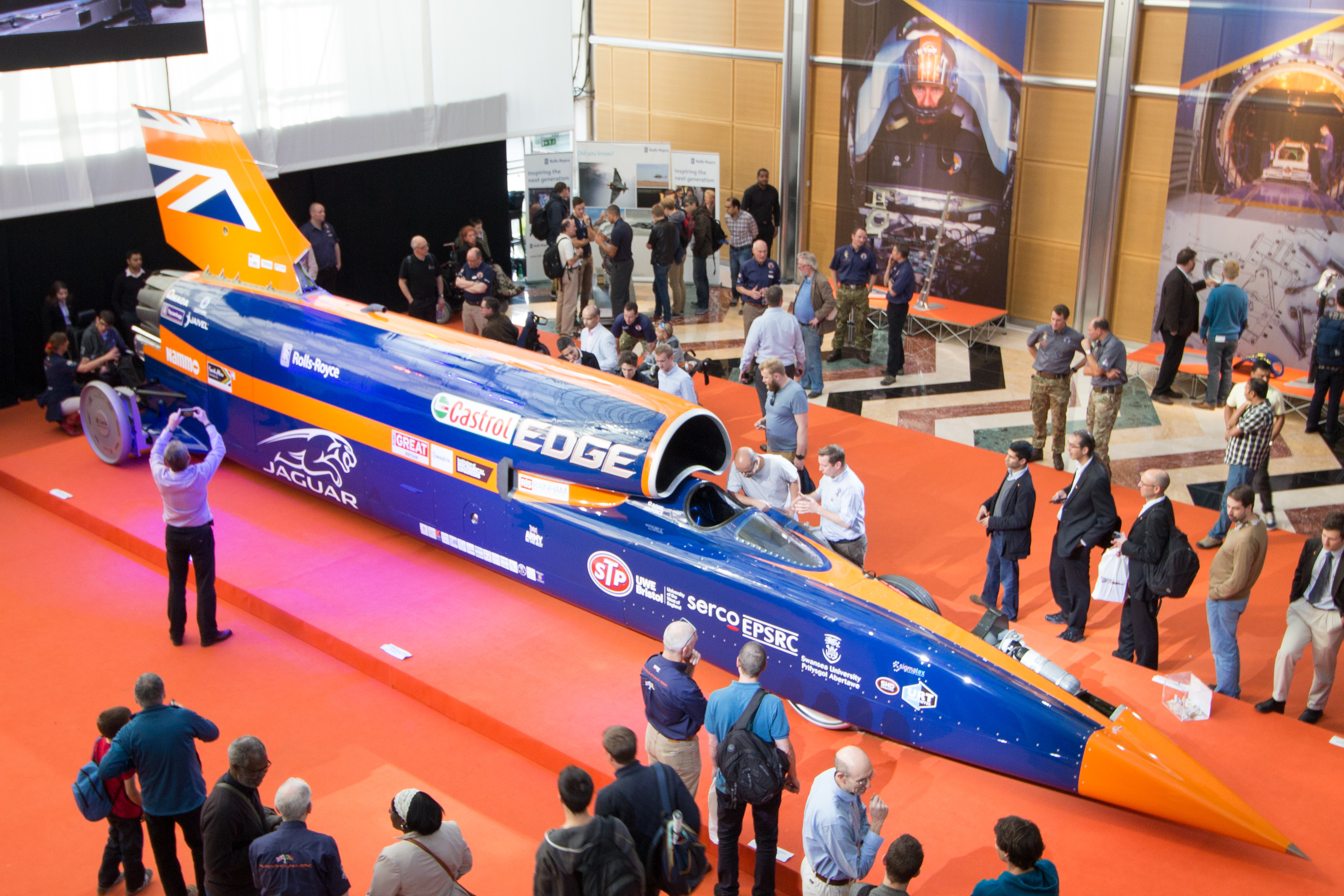
ブラッドハウンドSSC

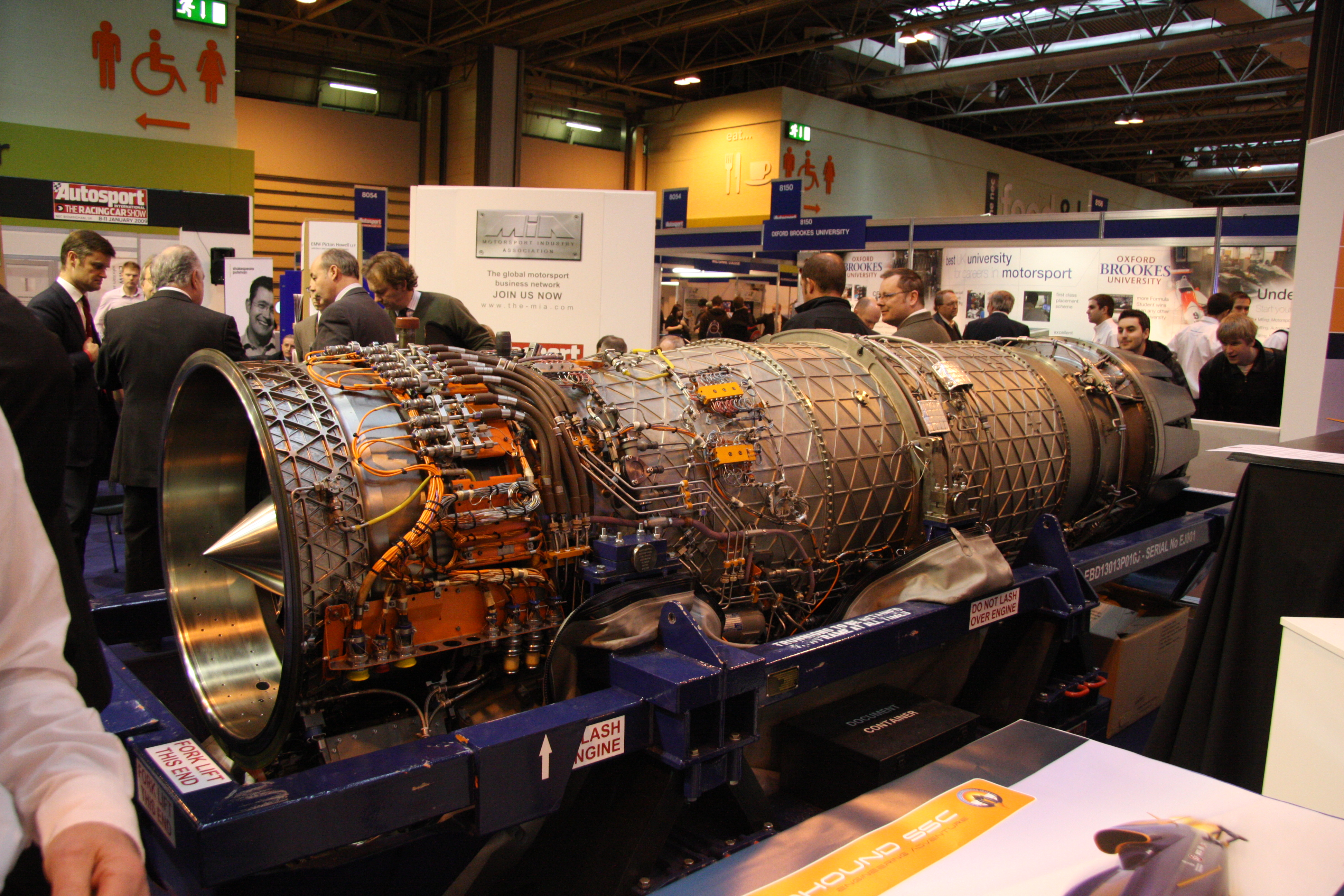
ユーロジェット EJ200ターボファンエンジン

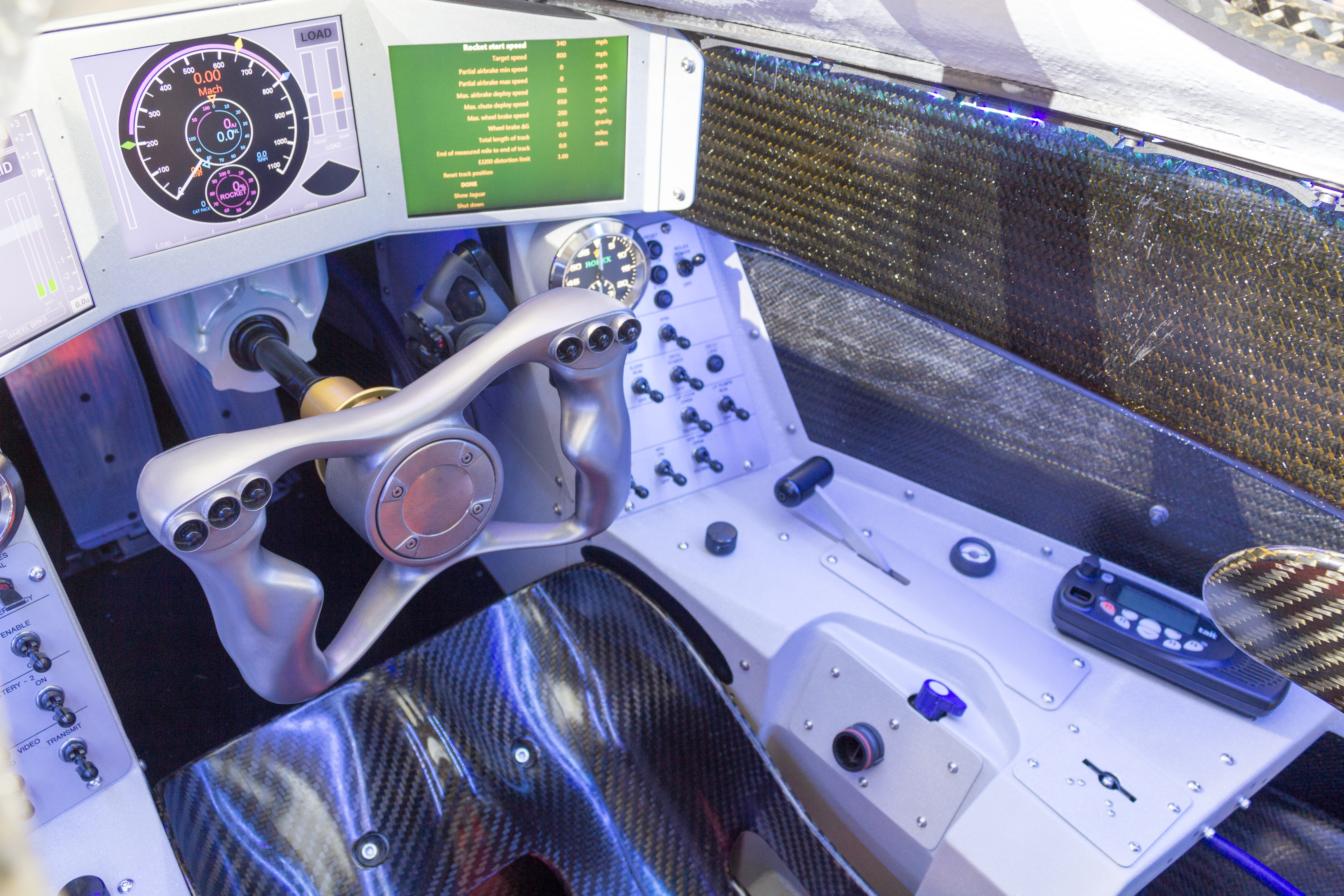
操縦席

ブラッドハウンドSSC (Bloodhound SSC、Super Sonic Car) は、主にイギリスで設計・製作されている、自動車の速度記録の更新を目指している速度記録専用自動車である。推進にはジェットエンジンとハイブリッドロケットエンジンを併用し、その他に燃料ポンプを駆動するためのコスワース製（ジャガー名義）V8レシプロエンジンも積んでいる。

## 概要
1997年にアンディ・グリーンが乗り組んで達成されたスラストSSCによる、初の音速を超えた自動車の速度記録である1227km/hの更新が目標である。
全長12.9m、全幅2.5m、質量6422kg。推進には、ユーロファイター・タイフーン等で使われているユーロジェット EJ200ターボファンエンジンと、末端水酸基ポリブタジエンと高濃度過酸化水素を燃料・酸化剤とし、その燃焼ガスを推進剤とするNammo製ハイブリッドロケットエンジンを使用する。その他に、高濃度過酸化水素を供給するポンプを駆動するジャガーのV型8気筒内燃レシプロ機関も搭載している。計算上の最高速度は時速約1000マイル（約1600km/h）以上に達する予定としている。ジャガーやロールスロイスなど350以上の企業や大学の協力で8年の歳月を費やして完成させた。ジェット燃料が400リットルとロケット推進材が800リットル搭載される。記録挑戦の走行では、スラスト2、スラストSSCでも操縦を務めたアンディ・グリーンが操縦する予定である。当初の予定では2015年に速度記録の更新に挑戦予定だったが、2017年10月に一旦延期された。その後、2017年内の走行はテストランのみとされ、記録走行は2018年に延期。一時資金難により頓挫していたが、英国の起業家イアン・ウォーハースト氏の投資によりブラッドハウンドLSRに名を変え2019年に1010km/h（628mph）を記録した。